# Hilde van der Ploeg
Hilde van der Ploeg (7 mei 1959 - 20 februari 2007) was een Nederlands psychologe. Zij studeerde cum laude af aan de Vrije Universiteit en was gespecialiseerd in de klinische psychologie en daarbinnen in de seksuologie.
Ze begon haar carrière als seksuologe bij de Rutgers Stichting, waar ze werkzaam was als seks- en relatietherapeute. In 1995 startte ze haar eigen praktijk in Amsterdam.
In datzelfde jaar verscheen Blikken zonder blozen: De seksuele revolutie van de kijklustige vrouw, een pleidooi voor een andere kijk op de vrouwelijke seksualiteit. Van der Ploeg betoogt dat vrouwen kunnen genieten van het mannelijk lichaam en bespreekt wat vrouwen kijklustig maakt. Het boek kritiseert zowel de traditionele als de feministische kijk op de verhouding tussen man en vrouw.
Van der Ploeg had een passie voor seksuele voorlichting. In het jongerenblad Break Out! schreef zij gedurende zes jaar elke week een tweetal pagina's over dit onderwerp. Ook gaf ze seksuele voorlichting op het internet; de voorlichtingssite Sexwoordenboek en het bijbehorende forum kwamen door haar tot stand.
Van der Ploeg overleed op 47-jarige leeftijd aan de gevolgen van kanker.

## Werk
- Blikken zonder blozen: de seksuele revolutie van de kijklustige vrouw, 1995, 175 p., BZZTôH - Den Haag, ISBN 90-5501-100-2